# Carystoterpa trimaculata
Carystoterpa trimaculata är en insektsart som först beskrevs av Butler 1874.  Carystoterpa trimaculata ingår i släktet Carystoterpa och familjen spottstritar. Inga underarter finns listade i Catalogue of Life.